# Nicanor Borges
Nicanor Borges (Petare, Venezuela, 1820 - Caracas, Venezuela, 20 de septiembre de 1901) fue un abogado, político y académico venezolano, destacado por su papel en la construcción del Estado venezolano durante el siglo XIX. Fue miembro activo Partido Liberal, ocupo diversos cargos públicos, incluidos varios encargos como presidente provisional de la República. Además, desempeñó funciones clave como ministro de Fomento, magistrado de la Corte Suprema y canciller, defendiendo firmemente las reclamaciones venezolanas sobre el territorio del Esequibo. Su compromiso con la educación se reflejó en su labor como catedrático y vicerrector de la Universidad Central de Venezuela. La vida de Borges representa un capítulo crucial de la historia política y académica de Venezuela.

## Biografía

### Primeros Años
Fue hijo de Marcos Borges y de Josefa Díaz Toro de Borges. Se graduó en la Universidad Central de Venezuela (UCV) y se quedó enseñando la cátedra de filosofía. En 1877, es nombrado por la UCV como vicerrector quien asumió muchas veces las tribuciones del rector pues éste era el presidente Antonio Guzmán Blanco. En el año de 1880, siendo senador por el estado Bolívar,  asume la presidencia de la Cámara del Senado, al año próximo sustituye a Diego Bautista Urbaneja en el Ministerio de Fomento; así mismo, se encargó de la suplencia de la presidencia durante el 29 de junio y el 27 de julio. Como primer miembro del Consejo Federal, se encarga nuevamente de la presidencia de la república en tres oportunidades más durante los años de 1883 y 1884.
En julio de 1888, es nombrado por el presidente Juan Pablo Rojas Paúl como ministro de Relaciones Interiores y en septiembre de ese mismo año, como ministro de Relaciones Exteriores. Durante su ejercicio en la cancillería del país sería vocero de Venezuela en las reivindicaciones sobre los territorios del Esequibo.